# Thrinaxodon
Thrinaxodon è un genere estinto di terapsidi, vissuto nel Triassico inferiore in Sudafrica e Antartide.

## Descrizione
Questo piccolo animale, lungo circa una sessantina di centimetri, doveva assomigliare molto ad un mammifero, e fa parte di quel gruppo di vertebrati noti come terapsidi, considerati gli antenati dei mammiferi. In particolare, il trinassodonte è considerato uno degli esempi più primitivi di cinodonti, il gruppo di terapsidi maggiormente vicino all'origine dei mammiferi. L'aspetto del trinassodonte era piuttosto curioso: probabilmente doveva assomigliare a un piccolo cane, o forse a un tasso, dal corpo lungo e basso e dalle zampe poste ai lati del corpo. Il cranio era dotato di strutture dell'orecchio già simili a quelle dei mammiferi e di denti diversificati, con tanto di incisivi, canini e molari. La dieta del trinassodonte doveva comprendere insetti e piccole lucertole.

## Fossili
Alcuni fossili di questo animale sono di considerevole interesse: ad esempio sono stati rinvenuti due crani, l'uno vicino all'altro, di dimensioni decisamente differenti. È probabile che i due crani fossero appartenuti a un genitore e al suo piccolo, e ciò indicherebbe il più antico caso di cura parentale nei vertebrati. Un altro fossile di trinassodonte consiste in uno scheletro avvolto su se stesso, in un modo molto simile a quello dei mammiferi in letargo. Ciò farebbe supporre che il trinassodonte fosse un animale a sangue caldo. Gli scienziati pensano che il trinassodonte e i suoi parenti fossero già ricoperti di pelo. Sul cranio del trinassodonte, inoltre, sono presenti delle fossette, che hanno indotto i paleontologi a ritenere che queste creature fossero addirittura dotate di vibrisse. I fossili del trinassodonte sono stati rinvenuti negli stessi strati sudafricani del grande Cynognathus, un terapside più specializzato. Altri resti di trinassodonte sono stati rinvenuti in Antartide nel Thrinaxodon Col, e forniscono un'ulteriore prova della deriva dei continenti e della presenza, nel Triassico inferiore, del grande supercontinente Gondwana. La specie più nota di trinassodonte è Thrinaxodon liorhinus.